# Sani van Mullem
Sani van Mullem (* 18. Juli 1977 in Helmond) ist ein niederländischer Jazzmusiker (Kontrabass, Gesang).
Mullem wuchs in der Familie Rosenberg unter Sintimusikern auf. Früh lernte er Gitarre, die er als kleiner Junge nachts mit ins Bett nahm. Bereits mit 12 Jahren begann er professionell Musik zu machen und trat mit seinen Neffen Jimmy Rosenberg und Falko Reinhardt in der Formation The Gipsy Kids auf (Safari, 1992). Mit dieser Gruppe trat er weltweit auf und hat vor allem in den Niederlanden und in Belgien viele nationale Radio- und Fernsehstationen besucht. Für Jimmy wechselte dann Kaatchie Rosenberg ein, und die Gruppe machte als The Gipsy Boys weiter; in dieser Formation entstanden bis 1999 zwei Alben. Später wechselte er zum Kontrabass. Er trat mit Mozes Rosenberg auf und nahm mit diesem und Stochelo Rosenberg das Album Ready’n Able (2005) auf. Dann gründete er ein Trio mit Mozes und Johnny Rosenberg (Obsession, 2010), mit denen er bis heute als The Rosenbergs tätig ist. Daneben begann er eine Solokarriere als Schlagersänger und legte 2016 sein Debütalbum Zonder Jou vor.